# Радаљска река
Радаљска река је десна притока Дрине. Извире испод планине Борања и настаје од Црног и Малог Радаља. Сливно подручје реке је површине од око 52km². Дужина тока је 15km, а максимална количина воде 125,22m3/s.
Корито реке није регулисано. Целом дужином је засуто наносним материјалом и местимично је сужено. У горњем току, на Црном Радаљу је изграђена мини брана, од кога је формирано Радаљско језеро и изграђена мала хидроелектрана „Радаљска бања” за чије одржавање је задужена Хидроелектрана „Зворник”. Њене веће притоке су: Дејановац, Равнаја, Острешница, Мала Кладница и Велика Кладница.
Река је у вировима богата пастрмком и речним раковима.
Средином 20. века на Радаљској реци и њеним притокама радило је 25 воденица. Крајем прве деценије 21. века, у Радаљу су у функцији су остале само две воденице – поточаре.